# Osama bin Laden
Osama bin Mohammed bin Awad bin Laden (arabisk: أسامة بن محمد بن عوض بن لادن, Usāmah bin Muḥammad bin ‘Awaḍ bin Lādin; født 10. marts 1957 i Riyadh, Saudi-Arabien, død 2. maj 2011 i Abbottabad, Pakistan) var en saudiarabisk terrorist og grundlæggeren af det militante sunni-islamistiske terrornetværk al-Qaeda der stod bag flere store terroraktioner, blandt andet terrorangrebet den 11. september 2001. Han kom fra en velstående familie i Saudi-Arabien og var religiøst opdraget. Han var uddannet indenfor økonomi og administration og blev velhavende, da han arvede 100 millioner kroner efter faderen Mohammad bin Laden – en velstående saudiaraber med yemenitisk baggrund, som grundlagde Bin Laden-gruppen, et entreprenørfirma, der har en række store regeringskontrakter i Saudi-Arabien.
Han deltog i 1980'erne som guerillasoldat under den afghansk-sovjetiske krig. Da krigen mod Sovjetunionen var ved at være slut, opstod der uenighed mellem de islamiske krigere om, hvilken retning man skulle gå efterfølgende. Abdullah Azzam og Osama bin Laden var enige om, at den globale kamp for islam skulle fortsætte og oprettede al-Qaeda i løbet af 1988/1989. I 1989 døde Abdullah Azzam, og Osama bin Laden bestemte sig for at videreføre arven. Han støttede blandt andet islamiske jihadister, der rejste til Bosnien for at slås mod Serbien, såvel som islamister der sloges mod russerne i Kaukasus. I 1990 tilbød han den saudi-arabiske konge at tvinge Irak ud af Kuwait ved hjælp af det netværk af soldater, han havde opbygget under krigen i Afghanistan. Ikke fordi han gerne ville føre krig mod Irak, men for at overtage amerikanernes rolle. Tilbuddet blev afvist, og han flyttede til Sudan, der som et af de få lande i området fastholdt en kritisk politik over for Saudi-Arabien og USA under krigen i Golfen.
I 1992 gennemførte oberst Omar al-Bashir et islamistisk kup i Sudan, og Osama bin Laden bestemte sig for at flytte al-Qaedas hovedkontor til Sudan. Han var kommet i unåde hos Saudi-Arabien efter at have kritiseret tilstedeværelsen af store amerikanske styrker i landet. Denne stationering af amerikanske styrker i Saudi-Arabien og den amerikanske støtte til Israel fik stor ideologisk betydning for bin Laden og al-Qaedas fremtidige udvikling. Den islamistiske bevægelse Taliban tog kontrol over Afghanistan i 1996, og Osama bin laden bestemte sig for at flytte al-Qaeda tilbage til Afghanistan. Her opbyggede han et tæt samarbejde med Talibanregimet, hvor al-Qaeda fik rollen som den væbnede fløj under Taleban-regimets hær. Terrorgruppen fik etableret egne træningslejre og anså sig som værende Talibans elitesoldater. Samtidig gav tilflugtsstedet i Afghanistan al-Qaeda mulighed for at udvikle både sin ideologi og militære styrker. USA affyrede i 1998 missiler mod mål i Sudan og Afghanistan som gengældelse for terrorangreb mod de amerikanske ambassader i Kenya og Tanzania samme år, som bin Laden ifølge USA stod bag.
Det antages at Osama bin Laden og hans netværk, al-Qaeda, stod bag terrorangrebet på New York og Washington, 11. september 2001.[kilde mangler] Den første del af USA's efterfølgende krig mod terror bestod i at fjerne Talibanregimet fra magten i Afghanistan samt at eliminere Osama bin Laden og al-Qaeda. Han blev den 2. maj 2011 om natten, lokal tid, dræbt under en hemmelig operation, udført af 24 elitesoldater fra Navy SEALs eliteenhed SEAL Team Six på direkte ordre fra den amerikanske præsident Barack Obama. Angrebet på bin Laden skete i et hus beliggende i Abbottabad, en pakistansk garnisonsby, cirka 150 km nord for hovedstaden Islamabad.

## Baggrund
Osama bin Laden stammede fra en familie af entreprenører tæt knyttet til den saudiske kongefamilie.[kilde mangler] Han studerede religion, ingeniørvidenskab, økonomi og forretningsadministration ved Kong Abdul Aziz-universitetet i Saudi-Arabien, samtidig med at han var med i ledelsen af familiens virksomheder. Hans religiøse overbevisning fik ham i 1973 til at slutte sig til de lokale islamiske grupper,[kilde mangler] og i 1979 drog han til Afghanistan, efter at det daværende Sovjetunionen havde invaderet landet. Han var søn af forretningsmanden Mohammed bin Laden og var den syttende ud af hans fars 52 børn. Han deltog i 1980'erne som guerillasoldat under den afghansk-sovjetiske krig, hvor han ledede Maktab al-Khidamat, som han senere opløste, efter at han grundlagde netværket al-Qaeda, en organisation, som forsøger at oprette et muslimsk kalifat – et religiøst syn som kaldes salafisme er blandt ideologierne, og som er et syn, som mener at den muslimske verden skal renses og finde tilbage til sine rødder. Det oprindelige formål var at kæmpe mod den sovjetiske okkupation af Afghanistan, og de modtog støtte fra Inter-Services Intelligence og senere også fra CIA.
Han var med i kampene mod besættelsesmagten og oprettede træningslejre, som bl.a. blev finansieret af amerikanske økonomiske midler.[kilde mangler] Her bevæbnede han arabiske frivillige og finansierede deres rejse til Afghanistan. Det var i denne periode, han formodes at have opbygget forbindelser til arabiske bevægelser i dele af den muslimske verden. I 1994 mistede bin Laden sit statsborgerskab i Saudi-Arabien og blev desuden formelt udstødt af familien.[kilde mangler] Samtidigt udviklede han tætte bånd til islamistiske grupper i Egypten, der var i krig mod præsident Mubaraks regime. I 1996 udsendte bin Laden et såkaldt fatwa, (en religiøs dom) mod USA og proklamerede jihad (hellig krig) mod USA og dets allierede. Den første store terroraktion fandt sted i Saudi-Arabien samme år, da al-Qaeda angreb et boligkompleks i byen Dhahran. En lastbil med sprængstof kørte ind i en otte-etager høj bygning og dræbte 19 tjenestemænd tilknyttet det amerikanske flyvevåben.
I 1998 slog al-Qaeda til igen. Der blev brugt samme type strategi som tidligere: To bilbomber gik af næsten samtidigt udenfor de amerikanske ambassader i henholdsvis Tanzania og Kenya. I terrorangrebene blev 223 mennesker dræbt og tusinder såret. Denne aktion førte til, at den amerikanske sikkerhedstjeneste FBI fik øjnene op for al-Qaeda. Samme år rettede USA’s præsident Bill Clinton et raketangreb mod al-Qaedas baser i Afghanistan, dog ramte den kun en håndfuld af al-Qaeda krigere. USA forsøgte ligeledes at få en diplomatisk løsning med Taliban, hvilket blandt andet skulle indebære en udlevering af bin Laden til USA. Disse forhandlinger lykkedes dog ikke. Den 12. oktober 2000 blev det amerikanske flådeskib USS Cole bombet i Adens havn i Yemen, hvor 17 amerikanske søfolk døde, hvilket al-Qaeda også menes at stå bag. Ligeledes menes bin Laden også at være manden bag bombeattentatet mod World Trade Center i 1993.
I 2001 blev al-Qaeda kendt over hele verden, da de angreb World Trade Center i New York samt forsvarsdepartementet Pentagon i Washington D.C. Terrorangrebet dræbte næsten 3.000 mennesker og kom som et stort chok for USA og resten af verden.
I 1974, i en alder af blot 17 år, giftede han sig med sin første kone, Najwa Ghanem. Senere giftede han sig med fire andre kvinder og blev skilt fra en af dem. Han var far til mindst 24 børn,[kilde mangler] hvoraf hans første kone har født elleve af børnene, syv drenge og fire piger.

## 11. september 2001
Efter terrorangrebet den 11. september 2001 mod USA blev mistanken rettet mod Osama bin Laden og hans al-Qaeda-netværk. Den 20. september 2001 opfordrede et råd af afghanske religiøse ledere Talibanstyret til at anmode bin Laden om at forlade Afghanistan. Det må dog konstateres, at Osama bin Laden tog afstand fra at være involveret i angrebet på USA den 11. september 2001, og det holdt han fast på, indtil USA hævdede, at de havde fundet videobånd, hvor han angiveligt hævdes at deltage og selv udtale, at han stod bag.[kilde mangler] Det er uafklaret, hvorfor Osama bin Laden først nægtede at stå bag 11. september, når han ellers altid havde været meget hurtigt ude med at erklære sig selv og sin organisation ansvarlig.[kilde mangler]
I årene efter 11. september-angrebet stod bin Laden øverst på FBIs liste over efterlyste personer, og organisationen havde sat en dusør på op til $25 millioner for informationer, som kunne føre til hans tilfangetagelse. FBI efterlyste ikke eksplicit Osama bin Laden for at stå bag terrorangrebet den 11. september 2001, men for meddelagtighed i terrorangreb generelt, og mistænkte ham for ansvaret for 11. september-angrebet. Grunden til, at 11. september ikke blev nævnt på listen, var, at FBI ikke efterlyser personer, før de formelt er sigtet.
Osama bin Laden gik i perioden efter 11. september-angrebet under jorden, men Al-Jazeera formidlede af og til lydbånd, der hævdedes at være fra Osama bin Laden. Blandt visse militante og fundamentalistiske muslimske grupper blev han et frihedsikon for islam,[kilde mangler] men han havde tilsyneladende ikke bred opbakning i den muslimske verden,[kilde mangler] og blev betragtet af det meste af verden som en terrorist og ekstremist.

### Årets person iTIME
Osama bin Laden blev vurderet til at blive kåret til årets mand af tidsskriftet Time efter terrorangrebet i USA i 2001, hvilket vakte kritik i USA. Begrundelsen fra Times side var primært, at bin Laden var personen, som havde haft størst indflydelse på verdenshistorien, og at Khomeini (1979), Adolf Hitler (1938) og Josef Stalin (1939) også er blevet valgt som årets mand. Time valgte dog alligevel at kåre New Yorks borgmester Rudy Giuliani som årets mand.

## Død
Osama bin Laden blev 2. maj 2011 om natten, lokal tid, dræbt under en hemmelig operation, udført af 24 elitesoldater fra Navy SEALs eliteenhed SEAL Team Six, på direkte ordre fra den amerikanske præsident Barack Obama. Angrebet skete i et hus, beliggende i den pakistanske by Abbottabad, cirka 55 km nordøst for hovedstaden Islamabad. Liget skulle herefter allerede inden for det første halve døgn være blevet transporteret til Afghanistan og begravet til søs fra krigsskibet USS Carl Vinson på en ikke nærmere angivet position i det Arabiske Hav (for at undgå at skabe et sted for tilbedelse)..

### Spekulationer om hans død før 2011
Siden december 2001 har flere personer troet, at bin Laden allerede var død, på grund af nye lydoptagelser eller videoer, hvor han kommenterer aktuelle hændelser.
Pakistans tidligere statsminister, Benazir Bhutto, har tidligere sagt at Osama bin Laden var blevet dræbt ved områderne nær den pakistansk-afghanske grænse, i et avis-interview.
Den franske avis L'Est Républicain offentliggjorde den 22. september 2006 en rapport, hvori det påstås, at den saudiarabiske efterretningstjeneste nu var overbevist om, at al-Qaedas leder Osama bin Laden var død. Dødsårsagen skulle være tyfus. Bagefter afkræftede blandt andet Frankrigs tidligere udenrigsminister Philippe Douste-Blazy, USAs tidligere udenrigsminister Condoleezza Rice og repræsentanter fra Saudi-Arabien, at der fandtes beviser på det.